# Signatur (Lineare Algebra)
Die Signatur (auch Trägheitsindex oder Index) ist ein Objekt aus der Mathematik, das vor allem in der linearen Algebra aber auch in unterschiedlichen Bereichen der Differentialgeometrie betrachtet wird. Genau handelt es sich um ein Zahlentripel, das eine Invariante einer symmetrischen Bilinearform ist. Dieses Zahlentripel ist also insbesondere unabhängig von der Basiswahl, bezüglich der die Bilinearform dargestellt wird. Grundlegend für die Definition der Signatur ist der Trägheitssatz von Sylvester, benannt nach dem Mathematiker James Joseph Sylvester. Daher wird die Signatur manchmal auch Sylvester-Signatur genannt.

## Definition
Sei {\displaystyle V} ein endlichdimensionaler reeller Vektorraum und {\displaystyle s\colon V\times V\rightarrow \mathbb {R} } eine symmetrische Bilinearform mit der Darstellungsmatrix
{\displaystyle A:={\begin{pmatrix}1&0&0&0&\ldots &0&0&\ldots &0\\0&\ddots &0&&&&&&\vdots \\0&0&1&0&&&&&0\\0&&0&-1&0&&&&0\\\vdots &&&0&\ddots &0&&&\vdots \\0&&&&0&-1&0&&0\\0&&&&&0&0&0&0\\\vdots &&&&&&0&\ddots &0\\0&\ldots &0&0&\ldots &0&0&0&0\end{pmatrix}}}.
Diese Matrix hat auf der Hauptdiagonalen die Einträge {\displaystyle 1}, {\displaystyle -1} und {\displaystyle 0}, alle anderen Koeffizienten sind {\displaystyle 0}. 
Mit {\displaystyle r_{+}(s)} wird nun die Anzahl der {\displaystyle 1}-Einträge, mit {\displaystyle r_{-}(s)} die Anzahl der {\displaystyle -1}-Einträge und mit {\displaystyle r_{0}(s)} die Anzahl der 0-Einträge bezeichnet. Dann heißt das Tripel
{\displaystyle \sigma (s):=(r_{+}(s),r_{-}(s),r_{0}(s))}
Trägheitsindex oder (Sylvester-)Signatur von {\displaystyle s}. Da nach dem Trägheitssatz von Sylvester jede symmetrische Bilinearform eine Diagonalmatrix wie {\displaystyle A} als Darstellungsmatrix besitzt, ist die Signatur für alle symmetrischen Bilinearformen wohldefiniert.
Stehen auf der Hauptdiagonalen der Darstellungsmatrix {\displaystyle A} keine Null-Einträge (ist also die symmetrische Bilinearform nicht ausgeartet), dann wird der Koeffizient {\displaystyle r_{0}(s)} auch manchmal weggelassen und man nennt das Tupel
{\displaystyle \sigma (s):=(r_{+}(s),r_{-}(s))}
die Signatur von {\displaystyle s}. 
Gelegentlich wird auch
{\displaystyle \operatorname {sign} (s):=r_{+}(s)-r_{-}(s)}
als Signatur bezeichnet (insbesondere, wenn keine Ausartung vorliegt). Mitunter wird {\displaystyle r_{-}(s)} auch Index genannt.
Der Begriff der Signatur wird auch für symmetrische Matrizen {\displaystyle A\in \mathbb {R} ^{n\times n}} verwendet. Er bezeichnet dann die Signatur der durch {\displaystyle s(x,y)=x^{T}Ay} für {\displaystyle x,y\in \mathbb {R} ^{n}} definierten symmetrischen Bilinearform.

## Signatur der Minkowski-Metrik
Ein wichtiges Beispiel aus der Physik ist die Minkowski-Metrik der speziellen Relativitätstheorie. Dies ist eine symmetrische Bilinearform mit der Darstellungsmatrix
{\displaystyle \eta =\pm {\begin{pmatrix}1&0&0&0\\0&-1&0&0\\0&0&-1&0\\0&0&0&-1\end{pmatrix}}}.
Dabei steht der Eintrag {\displaystyle \eta _{00}} links oben in der Matrix für die Zeitkoordinate, welche das entgegengesetzte Vorzeichen zu den übrigen drei räumlichen Koordinaten besitzt. Die Signatur {\displaystyle (1,3)}, in der die Zeit ein positives Vorzeichen hat, wird auch als {\displaystyle (+,-,-,-)} geschrieben und in englischsprachiger Literatur West Coast convention genannt. Die umgekehrte Signatur {\displaystyle (3,1)} als {\displaystyle (-,+,+,+)} geschrieben und East Coast convention genannt.
Mithilfe der Signatur der Metrik lässt sich ein Vektor {\displaystyle u} anhand seines Skalarprodukts {\displaystyle \eta (u,u)} als zeitartig, lichtartig oder raumartig klassifizieren. So gilt für die East Coast convention {\displaystyle (-,+,+,+)}:
- {\displaystyle \eta (u,u)>0} raumartig
- {\displaystyle \eta (u,u)=0} lichtartig
- {\displaystyle \eta (u,u)<0} zeitartig

und für die West Coast convention {\displaystyle (+,-,-,-)}:
- {\displaystyle \eta (u,u)>0} zeitartig
- {\displaystyle \eta (u,u)=0} lichtartig
- {\displaystyle \eta (u,u)<0} raumartig

## Algorithmus zur Bestimmung der Signatur
Um die Signatur einer symmetrischen Bilinearform {\displaystyle s\colon V\times V\rightarrow \mathbb {R} } zu berechnen, muss nicht notwendigerweise der Basiswechsel der Darstellungsmatrix von {\displaystyle s} ermittelt werden. Nachdem eine beliebige Darstellungsmatrix {\displaystyle B} (nicht notwendigerweise in Diagonalform) der symmetrischen Bilinearform {\displaystyle s} bestimmt wurde, kann diese auch als eine Darstellungsmatrix eines Endomorphismus aufgefasst werden. Von dieser Matrix kann man dann die Eigenwerte bestimmen. Bezeichnet man dann mit {\displaystyle r_{+}(s)} die Anzahl der positiven Eigenwerte, mit {\displaystyle r_{-}(s)} die Anzahl der negativen Eigenwerte und mit {\displaystyle r_{0}(s)} die Vielfachheit des Eigenwerts {\displaystyle 0}, dann entspricht
{\displaystyle \sigma (s):=(r_{+}(s),r_{-}(s),r_{0}(s))}
der Signatur von {\displaystyle s}.

### Beispiel
Sei {\displaystyle s(x,y)={\tfrac {1}{2}}x_{1}y_{2}+{\tfrac {1}{2}}y_{1}x_{2}} eine symmetrische Bilinearform. So hat die darstellende Matrix der kanonischen Basis die Form
{\displaystyle M_{\mathcal {K}}(s)={\begin{pmatrix}0&{\frac {1}{2}}\\{\frac {1}{2}}&0\end{pmatrix}}}.
Fasst man diese Matrix zwischenzeitlich als selbstadjungierten Endomorphismus von {\displaystyle \mathbb {R} ^{2}} auf, so weiß man auf Grund des Spektralsatzes, dass es eine Orthonormalbasis aus Eigenvektoren gibt, sodass {\displaystyle S^{t}M_{\mathcal {K}}(s)S} Diagonalgestalt hat. Multipliziert man jeden Eigenvektor noch mit {\displaystyle |\lambda _{i}|^{-{\frac {1}{2}}}}, wobei {\displaystyle \lambda _{i}} der entsprechende Eigenwert ist, und führt dann die Basistransformation durch, so erhält man eine Diagonalmatrix mit Einträgen 1 und −1 auf der Diagonalen. Hier kann man direkt die Signatur ablesen. In unserem konkreten Beispiel lauten die Eigenwerte {\displaystyle {\tfrac {1}{2}}} und {\displaystyle -{\tfrac {1}{2}}} und die orthonormalen Eigenvektoren {\displaystyle \textstyle {\tfrac {1}{\sqrt {2}}}\left({\begin{smallmatrix}-1\\1\end{smallmatrix}}\right)} und {\displaystyle {\tfrac {1}{\sqrt {2}}}\left({\begin{smallmatrix}1\\1\end{smallmatrix}}\right)}. Multipliziert man diese Basis noch wie oben beschrieben mit {\displaystyle |\lambda _{i}|^{-{\frac {1}{2}}}}, so erhält man als Transformationsmatrix
{\displaystyle T={\begin{pmatrix}-1&1\\1&1\end{pmatrix}}}
und die Basistransformation sieht folgendermaßen aus:
{\displaystyle T^{t}M_{\mathcal {K}}(s)T={\begin{pmatrix}-1&1\\1&1\end{pmatrix}}{\begin{pmatrix}0&{\frac {1}{2}}\\{\frac {1}{2}}&0\end{pmatrix}}{\begin{pmatrix}-1&1\\1&1\end{pmatrix}}={\begin{pmatrix}-1&0\\0&1\end{pmatrix}}}
Also hat die der Matrix zugeordnete Bilinearform die Signatur {\displaystyle (1,1,0)}. Bei diesem Beispiel muss man allerdings beachten, dass Bilinearformen keine Eigenwerte besitzen und dass der Weg über die Eigenwerte nur ein Trick zum Rechnen ist.
Die obige Diagonalform ließe sich auch mit dem Gauß-Algorithmus berechnen, indem Umformungen immer gleichermaßen auf Zeilen und Spalten angewendet werden.

## Spezialfall
Gegeben ist eine symmetrische, nicht-singuläre Matrix. Dann ist die Signatur gegeben durch:
{\displaystyle \mathrm {sign} (A)=\mathrm {sgn} (A_{1})+v_{g}-v_{a}\;.}
Hierbei bezeichnet {\displaystyle A_{1}} den ersten Hauptminor von {\displaystyle A}. Die beiden anderen Größen ergeben sich bei Berechnung der Determinanten der weiteren Minoren, wobei nur das Vorzeichen wichtig ist. {\displaystyle v_{g}} ist die Anzahl an gleichbleibenden Vorzeichen von {\displaystyle \det(A_{k})} nach {\displaystyle \det(A_{k+1})} und {\displaystyle v_{a}} die Anzahl an Vorzeichenwechsel von {\displaystyle \det(A_{k})} nach {\displaystyle \det(A_{k+1})}.

## Die Signatur in der Differentialgeometrie

### Signatur einer Pseudo-Riemannschen Mannigfaltigkeit
In der Differentialgeometrie verallgemeinert man symmetrische Bilinearformen auf differenzierbare Mannigfaltigkeiten in Form symmetrischer kovarianter glatter Tensorfelder zweiter Stufe. Ein solches Tensorfeld wirkt dann in jedem Punkt auf dem jeweiligen Tangentialraum als Bilinearform. Ist die Signatur der jeweiligen Bilinearform in jedem Punkt der Mannigfaltigkeit dieselbe und sind diese nicht ausgeartet, so spricht man von einer Pseudo-Riemannschen Metrik und nennt eine Mannigfaltigkeit, die mit einer solchen Metrik versehen ist, Pseudo-Riemannsche Mannigfaltigkeit. Solche Mannigfaltigkeiten sind Untersuchungsgegenstand der Pseudo-Riemannschen Geometrie und spielen eine wichtige Rolle in der Physik.

### Signatur einer Mannigfaltigkeit
In der globalen Analysis, einem Teilbereich der Differentialgeometrie, betrachtet man die Signatur einer Mannigfaltigkeit. Um die Signatur eines solchen „gekrümmten Raums“ zu definieren, wird eine spezielle Bilinearform gewählt und festgelegt, dass ihre Signatur die Signatur der Mannigfaltigkeit ist. Der Signatursatz von Hirzebruch ist eine zentrale Aussage in diesem Kontext. Er setzt die Signatur, die eine Invariante der Bilinearform ist, mit einer Invarianten der Mannigfaltigkeit in Verbindung.
Sei {\displaystyle M} eine kompakte, orientierbare glatte Mannigfaltigkeit, deren Dimension {\displaystyle n} durch {\displaystyle 4} teilbar ist. Außerdem wird mit {\displaystyle H^{*}(M)} die De-Rham-Kohomologie von {\displaystyle M} bezeichnet. Betrachte die Bilinearform {\displaystyle s\colon H^{\frac {n}{2}}(M)\times H^{\frac {n}{2}}(M)\to \mathbb {R} }, die durch
{\displaystyle (\alpha ,\beta )\mapsto \int _{M}\alpha \wedge \beta }
definiert ist. Diese ist symmetrisch und aufgrund der Poincaré-Dualität nichtausgeartet, das heißt {\displaystyle r_{0}(s)=0}. Dann ist die Signatur {\displaystyle \operatorname {sign} (M)} der Mannigfaltigkeit {\displaystyle M} definiert als die Signatur {\displaystyle \operatorname {sign} (s)} der Bilinearform {\displaystyle s}, das heißt
{\displaystyle \operatorname {sign} (M):=\operatorname {sign} (s)=r_{+}(s)-r_{-}(s).}